# Чуево-Алабушка
Чуево-Алабушка —  село в Уваровском районе Тамбовской области России. 
Входит в Моисеево-Алабушский сельсовет.

## География
Расположено на реке Большая Алабушка, в 15 км к юго-западу от районного центра, города Уварово.  
В 5 км к северу находится центр сельсовета, село Моисеево-Алабушка.

## История
До 2010 года село было центром Чуево-Алабушского сельсовета.

## Население
| 2002 | 2010 |
| ---- | ---- |
| 562  | ↘549 |

Согласно результатам переписи 2002 года, в национальной структуре населения русские составляли 86 % от жителей.